# Brikkerne
"Brikkerne" er den fjortende episode af den danske tv-serie Matador. Den blev skrevet af seriens skaber Lise Nørgaard, og den instrueret af Erik Balling.
Afsnittet foregår i vinteren 1938 til foråret 1939.

## Handling
Skjerns Magasins nye 3-etagers varehus står færdigt, og straks efter går Mads Skjern i gang med de næste projekt; en filial i Skælskør. Han er dog langt fra tilfreds med Jørgen Varnæs' arbejdsindsats i Graas Klædefabrik, bl.a. fordi han er taget på juleferie allerede den 12. december netop som de har brug for ham for at få ordnet nogle klædestoffer som ikke er kommet frem. Han bliver derfor frataget sin normale løn og får i stedet betaling fra sag til sag. Derfor må han tage ekstra arbejde som advokat for Korsbæk Bank.
Daniel Skjern bliver chikaneret af lærer Andersen, og Mads får ham derfor afskediget fra byens privatskole. Vicki Hachel overtager jobbet.
Hr. Schwann dør, og Violet Vinter arver et værdifuldt maleri fra ham. Hun ønsker at at bruge pengene på sin søn, der har brug for hjælp, da han har gjort sin kæreste Agnete gravid, netop som han har fået en stor og vigtig post i Skjerns Magasin. Ingeborg Skjern får arrangeret at både Violet og Arnold flytter til Skælskør, hvor Arnold bliver bestyrer for den nye filial.